# الفنان في العمل

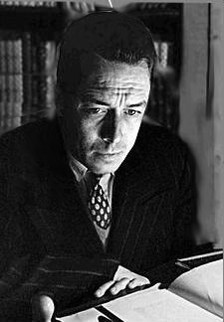
ألبرت كامو

«الفنان في العمل» (Jonas، ou l'artiste au travail) هي قصة قصيرة للكاتب الفرنسي ألبرت كامو من كتاب المنفى والمملكة (L'Exil et le royaume ، 1957). وقد وُصف بأنه «تعليق ساخر على تجربة كامو الشخصية بين النخبة المثقفة في باريس في الأربعينيات والخمسينيات من القرن الماضي». وتتناول القصة مسألة علاقة الفرد بالمجتمع، أو بشكل رئيسي قضية الوجود برمتها. والعبارة المقتبسة، هي آية من سفر يونان واسم الشخصية الرئيسية «يوناس»، رابطًا لتفاعل النبي يونان مع أهل الكتاب المقدس.

## الملخص
القصة تروى باستخدام بضمير الغائب. جيلبرت جوناس طفل لأبوين مطلقين. ويمتلك والده شركة نشر مرموقة، لكنه طلق زوجته بسبب الخيانة، وهذا ما جعلها تكرس نفسها بالكامل لمساعدة الفقراء. مهما حدث له، ينسب جوناس حظه الجيد في الحياة إلى «نجمه» المحظوظ.  ولاحقاً أصبح فنانًا، واكتسب زبائنه، ويعرض أعماله في معرض جيد. وفي غضون أسابيع، وجد نفسه محاصرًا من قبل المتطفلين وطالبي المشورة والمشجعين والمحبين المحتملين والأصدقاء الجدد والنقاد. ومن ناحية أخرى لم يبخل الفنانين الآخرين في أن يقدمون نصائحهم حول كيفية المضي قدمًا في مسيرته المهنية.
نقل جوناس الاستوديو الخاص به خلف ستارة، ثم إلى غرفة النوم، ثم خلف ستارة في غرفة النوم، ثم إلى الحمام، ثم أخيرًا على منصة مرفوعة فوق ممر حيث يدعي جوناس أنه يعمل على لوحة زيتية. ولكن بسبب ارتفاع الردهة وظلامها، لا يستطيع
لأي شخس من أن يرى لوحة الكلب وايضاً لا يمكنهم حمله على النزول لتناول وجبات الطعام وبسبب ذلك زوجته لويز كانت ترفع الطعام له للأعلى.
مكث هناك لأسابيع. ويشعر لويز وراتو (و هو صديقه المخلص الوحيد الذي لا يزال يزوره) وإزداد تعبه.و أخيرًا بعد أن أصبح ضعيفًا للغاية، قرر جوناس أنه انتهى من الرسم. وفي ذلك الوقت سمع ضحك ابنته وزوجته، وهو صوت لم «يسمعه» منذ فترة طويلة. يتأمل في سعادتهم وحبه لأسرته ومن ثم يغمى عليه.
و عندما أنبئهم الطبيب بأنه سيكون على ما يرام قريبًا، يخبرنا كامو عن عمل جوناس النهائي. لوحة فارغة تحتوي على كلمة «لكن بدون أي يقين فيما إذا كان ينبغي قراءتها انفراديًا أم تضامنيًا» . وتستخدم ترجمة أخرى للقصة كلمات «مستقل» أو «مترابط». وبحسب أحد النقاد، فإن هذا يدل على أن رسماته تحولت إلى كتابة. 